# Juvigny-sur-Loison
Juvigny-sur-Loison is een gemeente in het Franse departement Meuse (regio Grand Est) en telt 251 inwoners (1999). De plaats maakt deel uit van het arrondissement Verdun.

## Geschiedenis
Tijdens het ancien régime heette de plaats Juvigny-les-Dames naar een in de 9e-eeuws Benedictijnenklooster, hier gesticht door Richilde, de vrouw van Karel de Kale. Tijdens de Franse Revolutie werd de naam veranderd naar Juvigny-sur-Loison naar het riviertje de Loison, dat door de plaats stroomt.

## Geografie
| Aangrenzende gemeenten | Aangrenzende gemeenten | Aangrenzende gemeenten | Aangrenzende gemeenten | Aangrenzende gemeenten |
| ---------------------- | ---------------------- | ---------------------- | ---------------------- | ---------------------- |
| Quincy-Landzécourt     |                        | Han-lès-Juvigny        |                        | Montmédy               |
|                        |                        |                        |                        |                        |
| Baâlon                 | Iré-le-Sec             |                        |                        |                        |
|                        |                        |                        |                        |                        |
| Mouzay                 |                        | Louppy-sur-Loison      |                        |                        |

De onderstaande kaart toont de ligging van Juvigny-sur-Loison met de belangrijkste infrastructuur en aangrenzende gemeenten.

## Demografie
Onderstaande figuur toont het verloop van het inwonertal (bron: INSEE-tellingen).